# Zelinkaderes klepali
Zelinkaderes klepali is een soort in de taxonomische indeling van de stekelwormen.
De diersoort behoort tot het geslacht Zelinkaderes en behoort tot de familie Zelinkaderidae. De wetenschappelijke naam van de soort werd voor het eerst geldig gepubliceerd in 1995 door Bauer-Nebelsick.